# Micromaeus nanus
Micromaeus nanus är en skalbaggsart som beskrevs av Schmidt 1922. Micromaeus nanus ingår i släktet Micromaeus och familjen långhorningar. Inga underarter finns listade i Catalogue of Life.